# Shooting Brake

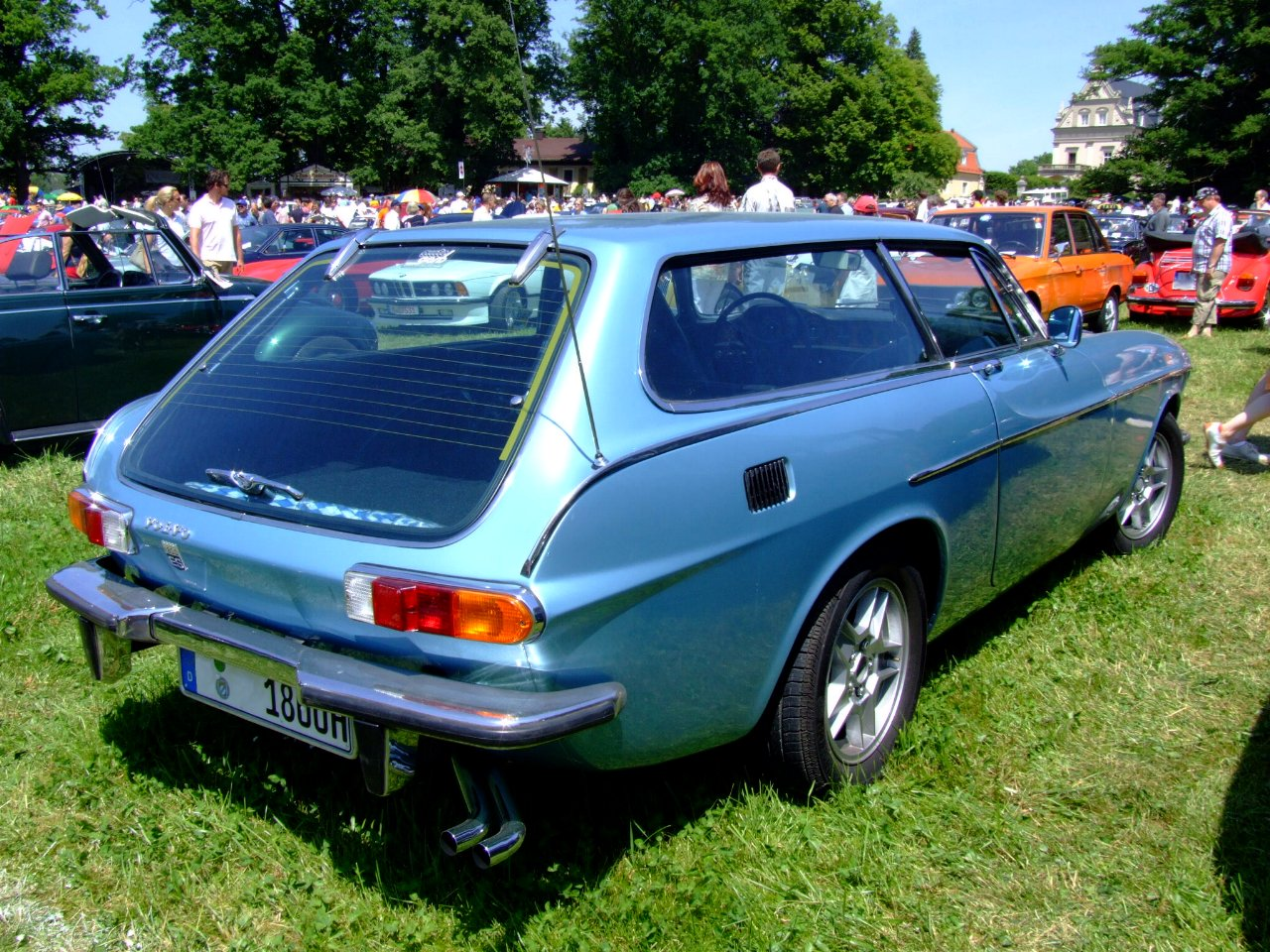
Wird gern als Schneewittchen-Sarg bezeichnet: der Volvo P1800 ES

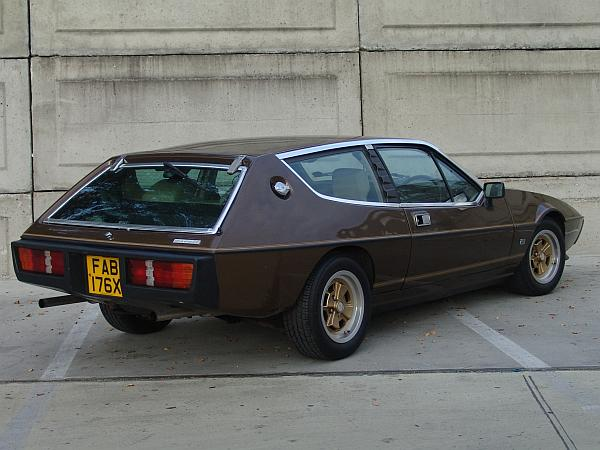
Britischer Shooting Brake:
der Lotus Elite II

Mit dem Begriff Shooting Brake oder Shooting Break bezeichnet man eine besondere Karosserievariante eines Automobils: Ein Coupé mit Steilheck, das mit seiner Heckklappe eher einem Kombi als einer Limousine ähnelt. Im Unterschied zum üblichen Kombi ist ein Shooting Brake insgesamt sportlicher und eleganter gestaltet. Im Gegensatz dazu behält ein Kombicoupé vorwiegend den sportlichen Coupé-Charakter bei, kombiniert diesen jedoch mit einer flach abfallenden Heckpartie, die zwar zusätzlichen Stauraum bietet, aber weniger an die praktische Ausrichtung eines Kombis erinnert.

## Namensherkunft
Break [breɪk] oder gleichlautend Brake nannte man auf Englisch früher Fuhrwerke, die man bereithielt, um den Widerstand ungezähmter Pferde zu brechen (to break) und ihren Bewegungsdrang zu bremsen (to brake), damit sie als Arbeitspferde nutzbar wurden. Weil Fuhrwerke dabei leicht beschädigt werden konnten, verwendete man keine, die man für andere Zwecke dringend benötigte. Man versah Brakes allenfalls mit leichten, oftmals variablen Aufbauten, die beispielsweise nur dazu dienten, das zur Jagd Nötige mitzuführen. Ein solches Fahrzeug, mit dem man zum Schießen (engl. shooting) fuhr, nannte man Shooting Brake.

## Geschichte
Motorisierte Shooting Brakes erreichten in den 1960er- und 1970er-Jahren einige Verbreitung in Großbritannien, wo sie beispielsweise von Landbewohnern gekauft wurden, zu deren Lebensstil die Jagd und der Golfsport gehörten, und gerieten danach fast in Vergessenheit.
Der klassische Shooting Brake stammt vom Aston Martin DB5 ab. Der langjährige Aston-Martin-Eigentümer David Brown ließ ihn 1963 für seine persönlichen Jagdbedürfnisse bauen; der freie Karosseriebauer Harold Radford Coachbuilders baute zwölf Exemplare davon.
In dieser Kategorie gibt es nur wenige Autos. Es sind zumeist Einzelstücke oder Prototypen, die heute Sammlern gehören. Gelegentlich findet man sie bei einer Ausstellung. Einem Reliant Scimitar kann man dagegen durchaus auch im Straßenverkehr begegnen. Die Liste der Shooting Brakes enthält auch Prototypen wie die verschollenen Pininfarina-Einzelstücke Riviera, Olgiata und Maremma.
Eines der meistverkauften Modelle dieser Art war der Reliant Scimitar GTE mit einer Karosserie aus glasfaserverstärktem Kunststoff sowie einem Ford-Sechszylinder-V-Motor mit 3 Litern Hubraum und rund 140 PS (103 kW). Auch einige Mitglieder des britischen Königshauses (u. a. Prinz Philip und Prinzessin Anne) besaßen und fuhren mehrere Reliant Scimitar. Oft waren es aber keine Serienfahrzeuge, wie der „Krummschwert“-Reliant, von dem zwischen 1968 und 1986 in mindestens fünf verschiedenen Versionen rund 14.000 Exemplare gebaut wurden, sondern Umbauten von noblen Zweisitzern und Sportwagen.
Ein früher Hersteller von solchen Custom Car Shooting Brakes war die Firma Albion Motors of Scotland. Es existieren Exemplare von Umbauten des Bentley S2, des Mercedes 300 S, des Ferrari 400 und des Aston Martin DBS zum Shooting Brake. Der zu einer Art Leichenwagen umgebaute Jaguar E-Type, den Protagonist Harold in dem Kultfilm Harold und Maude am Ende von den Klippen stürzen lässt, ist ebenfalls ein Shooting Brake. Auch der von 1968 bis 1978 produzierte Lamborghini Espada ist als Shooting Brake einzuordnen.
Volvo brachte im Sommer 1971 den seit 1961 in Serie gebauten P1800 als Volvo P1800 ES (Spitzname Schneewittchensarg) mit Schrägheck und gläserner Heckklappe auf den Markt; das Modell wurde aber nur bis Ende 1973 produziert.
Volvo baute von 1986 bis September 1995 den Volvo 480.
Als dessen Nachfolger kann der von 2006 bis 2012 produzierte C30 gelten.
Italiens Vertreter der Shooting-Brakes war der von Frühjahr 1975 bis Ende 1984 gebaute Lancia Beta HPE (High Performance Estate, ab 1982: High Performance Executive). Die Bodengruppe kam von der Beta Berlina (Limousine), während die Karosserie eine verlängerte Version des Beta Coupés war. Die Frontpartie bis zur B-Säule und die Motoren waren bis auf kleine Details vom Coupé übernommen.
In Deutschland machten besonders die Firmen Arden (Jaguar XJS) und Artz (Audi quattro, Porsche 924 Carrera GT, Porsche 928 und VW Scirocco) mit ihren Shooting-Brake-Einzelanfertigungen auf sich aufmerksam.

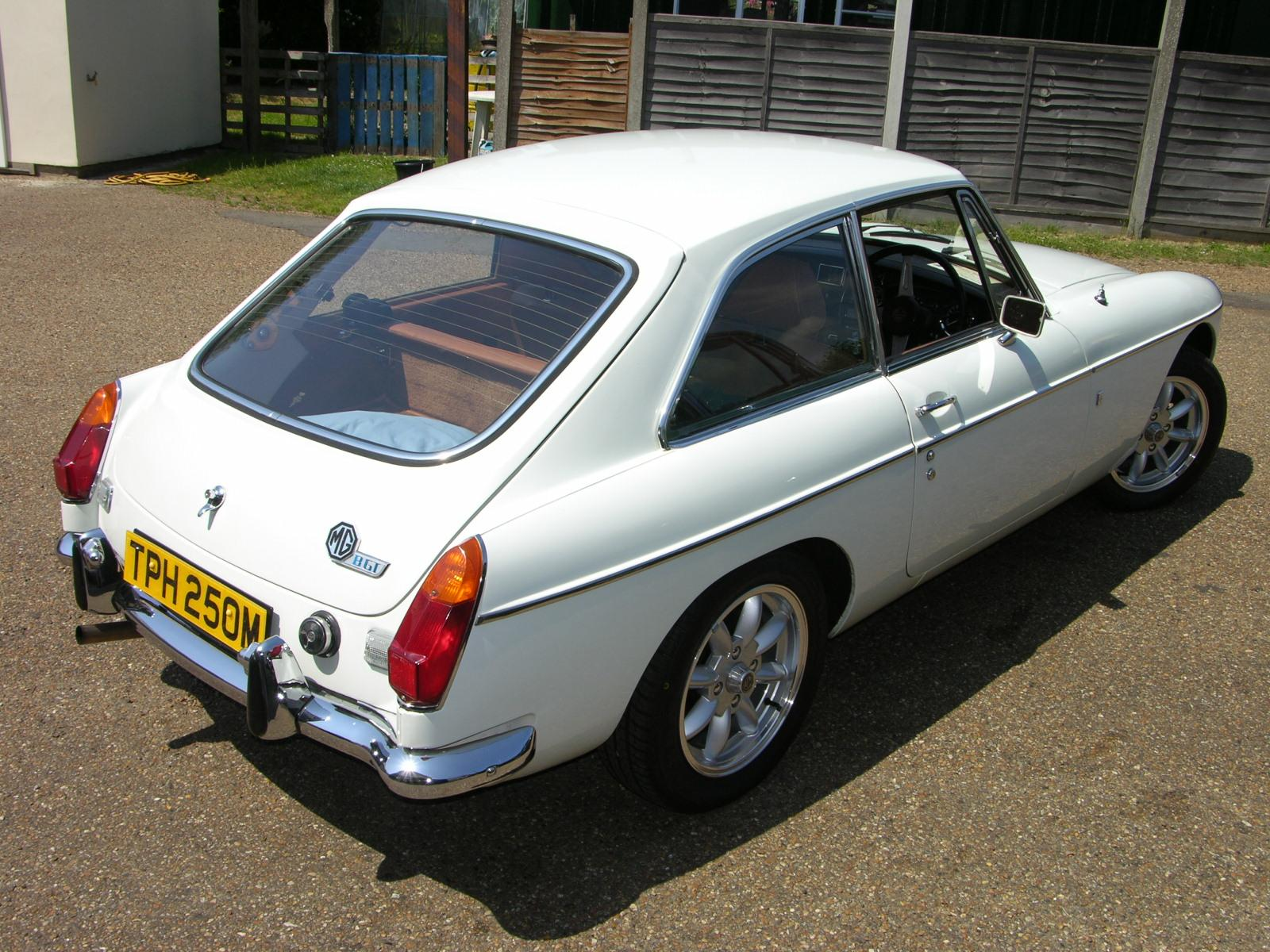
MGB GT (1965–1980)
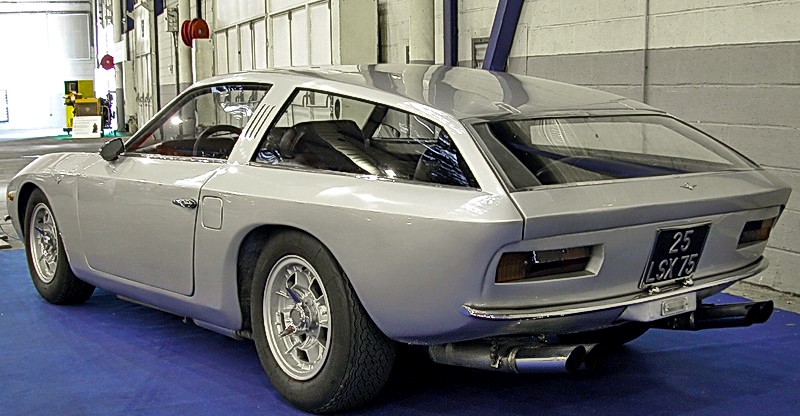
Lamborghini Flying Star II (1966)
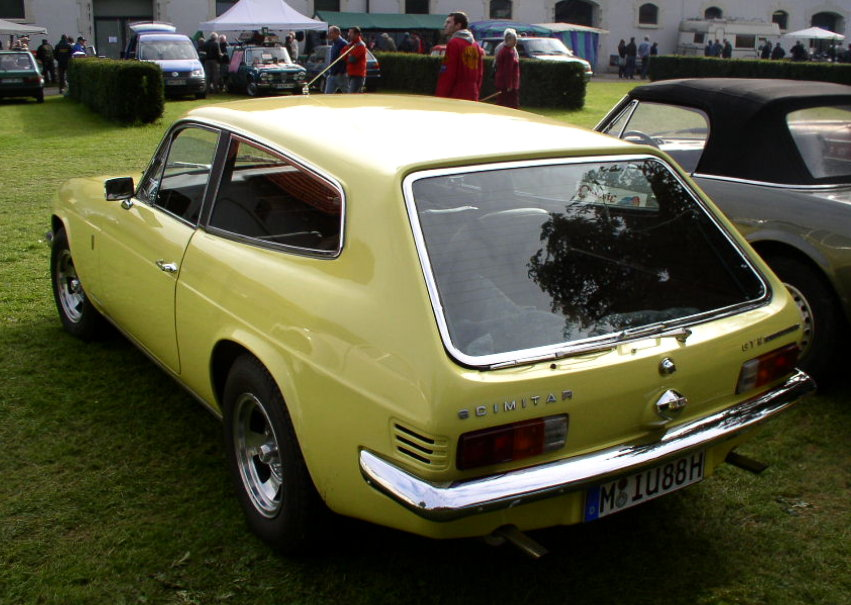
Reliant Scimitar GTE SE5A (1968–1975)
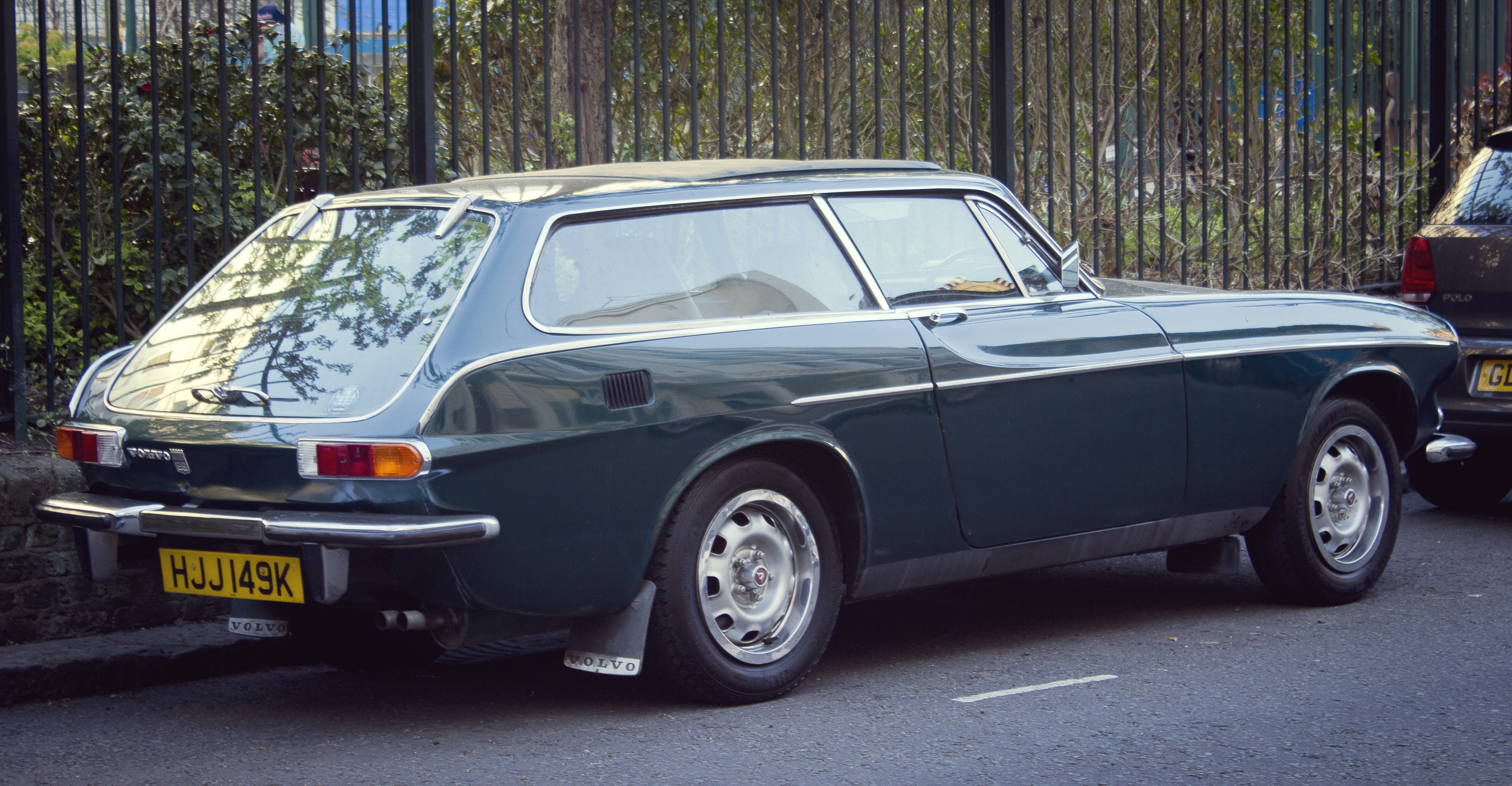
1972 Volvo 1800 ES Shooting Brake (1972–1973)
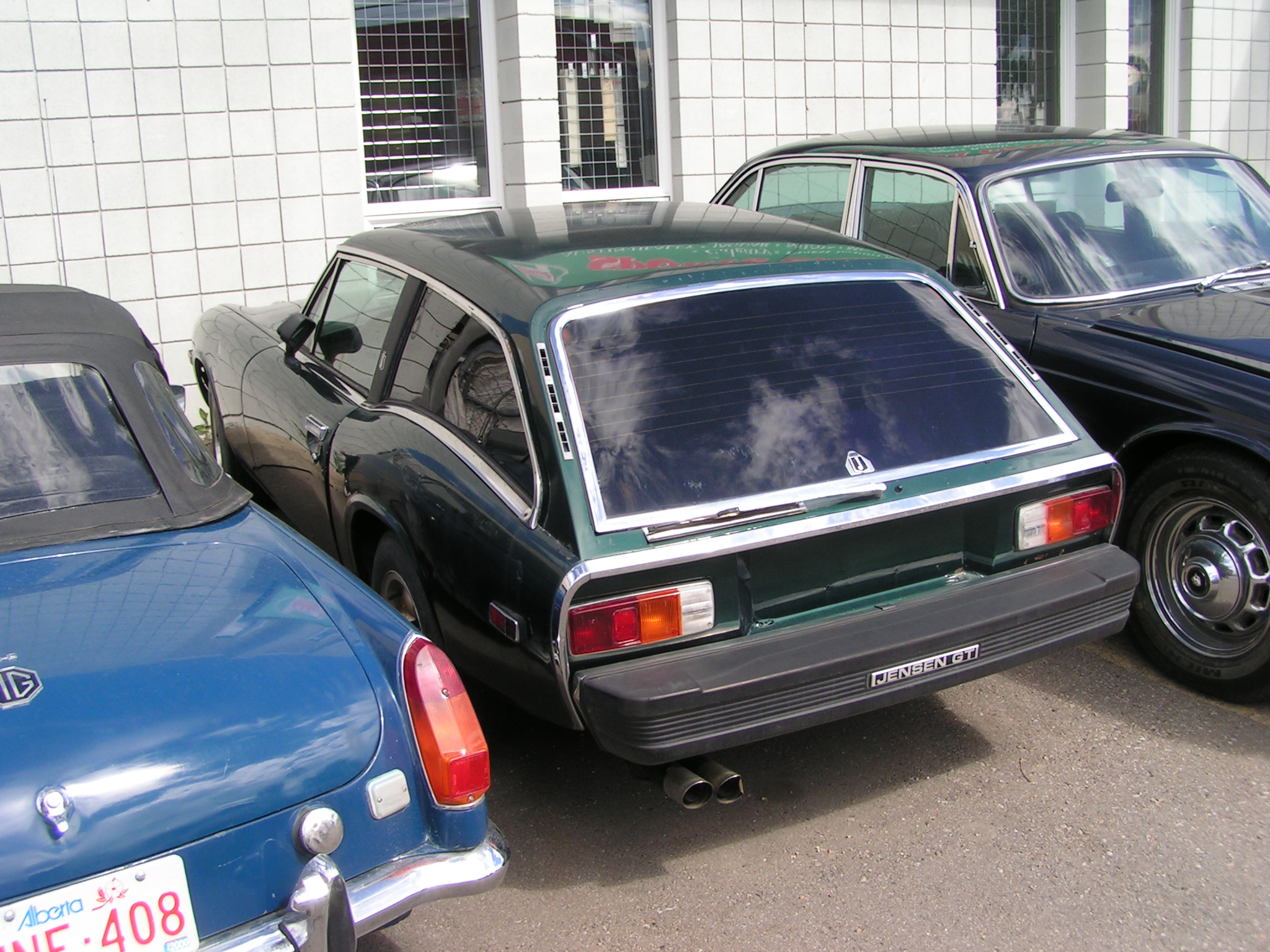
Jensen GT (1975–1976)
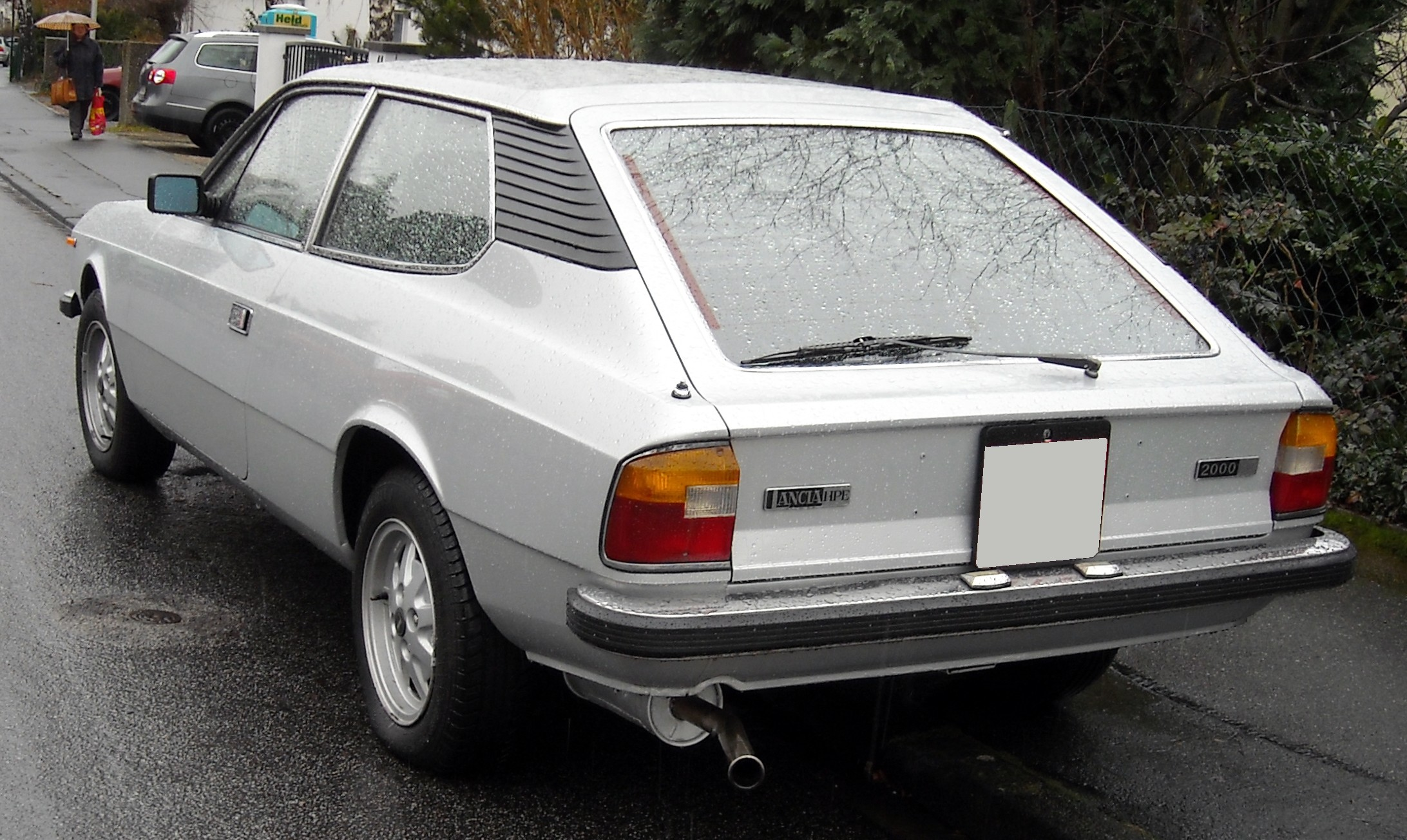
Lancia Beta HPE (1975–1984)
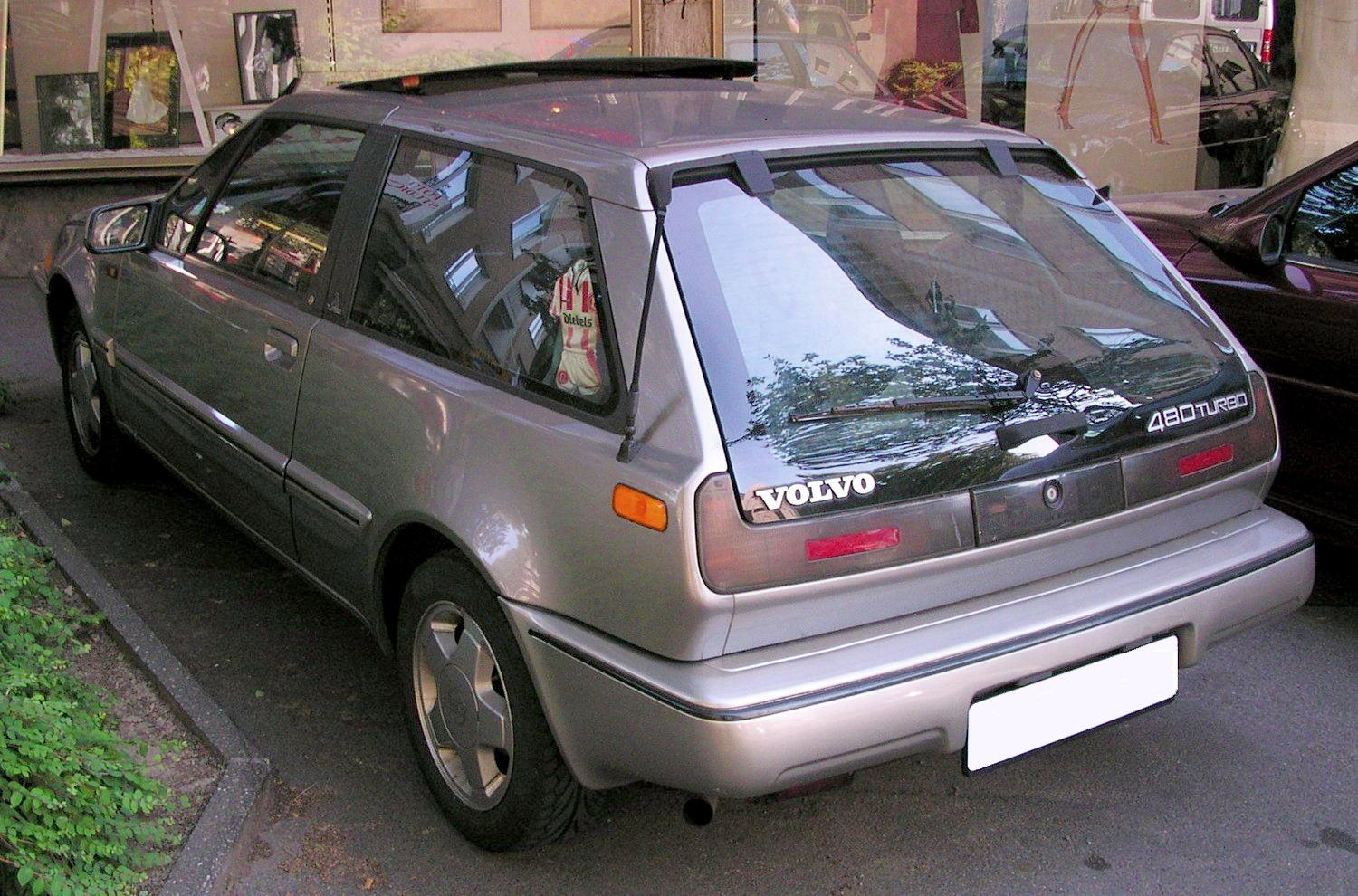
Volvo 480 (1986–1995)

## Jüngere Beispiele
In den 1990er Jahren gab es so gut wie keine aktuellen Shooting Brakes. BMW wagte 1998 das BMW Z3 Coupé, jedoch mit mäßigem Erfolg. Alfa Romeo zitierte ab 2000 den klassischen Shooting Brake in der Kombi-Version des 156. Ende 2005 bis Mitte 2010 gab es mit dem Alfa Romeo Brera eine Shooting-Brake-Version des Spiders.
Auf dem Genfer Auto-Salon im März 2011 präsentierte Ferrari mit dem FF einen allradgetriebenen und viersitzigen Shooting Brake mit 6,3-Liter-Zwölfzylinder-V-Motor.
Dreitürige Kompaktwagen wie der Volvo C30 von 2006 und der von 2008 bis 2017 angebotene VW Scirocco werden mitunter auch als Shooting Brake bezeichnet, sie sind jedoch keine Ableitungen von Sportwagen.

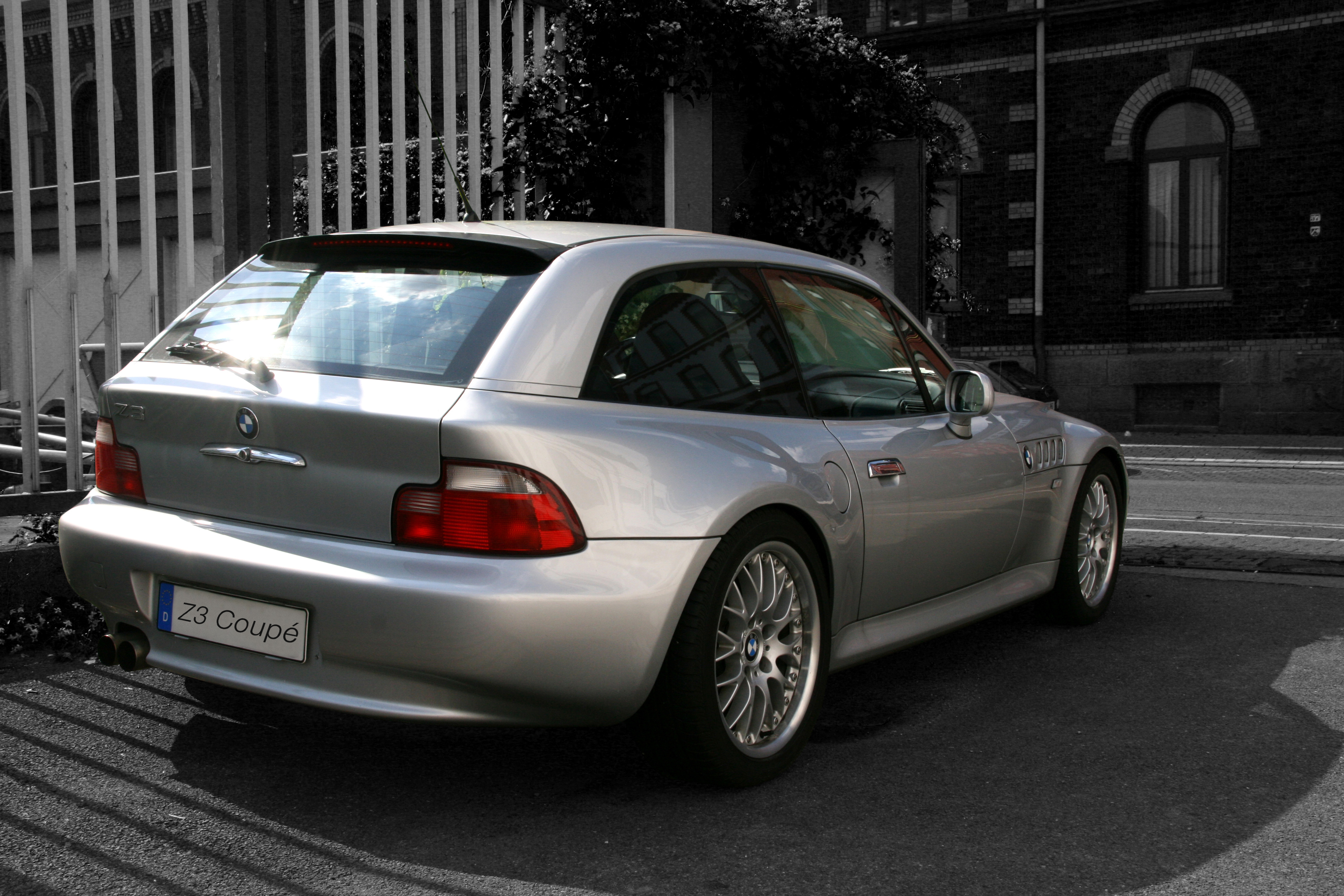
BMW Z3 Coupé (1998–2002)
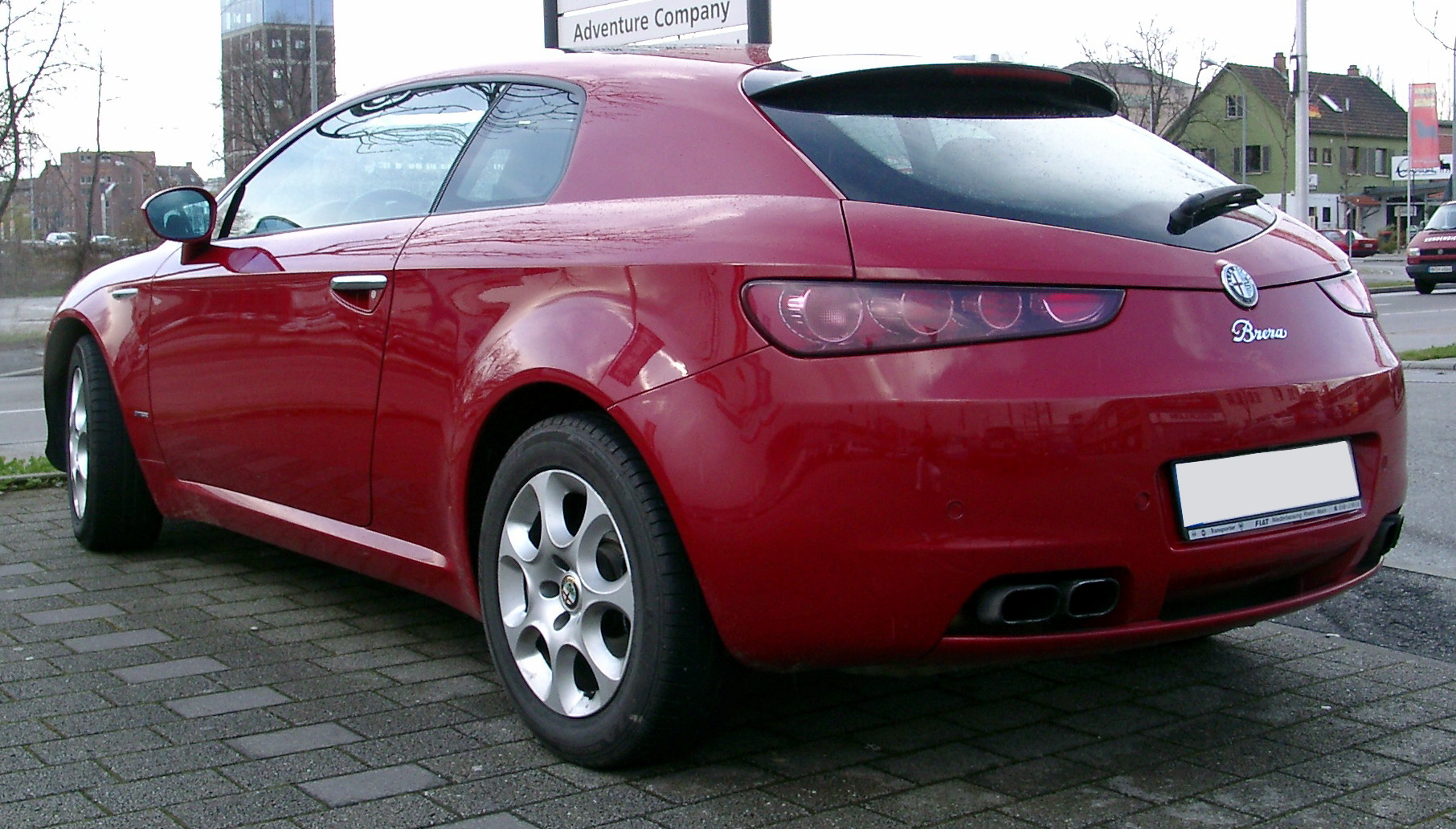
Alfa Romeo Brera (2005–2010)
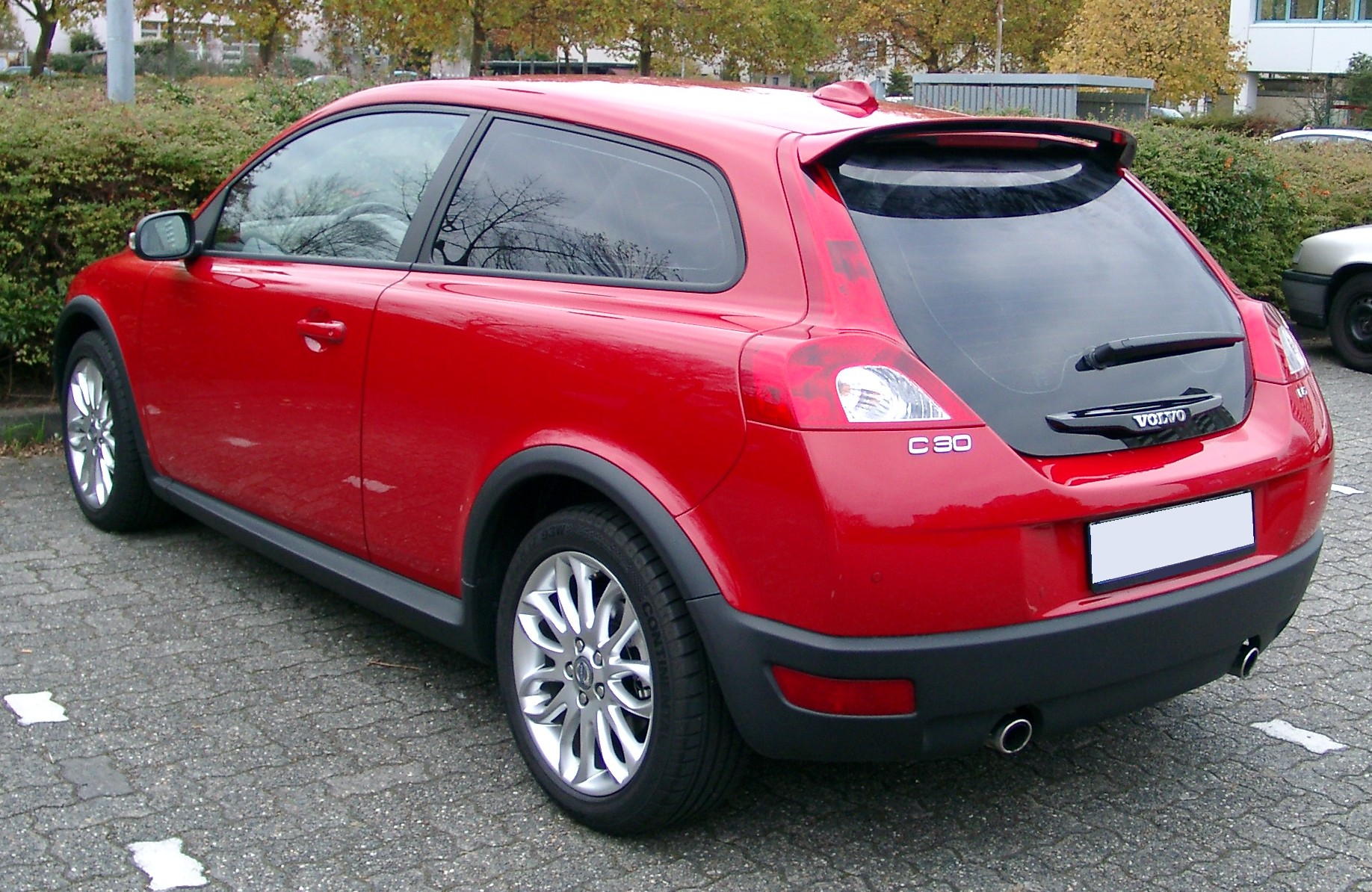
Volvo C30 (2006–2012)
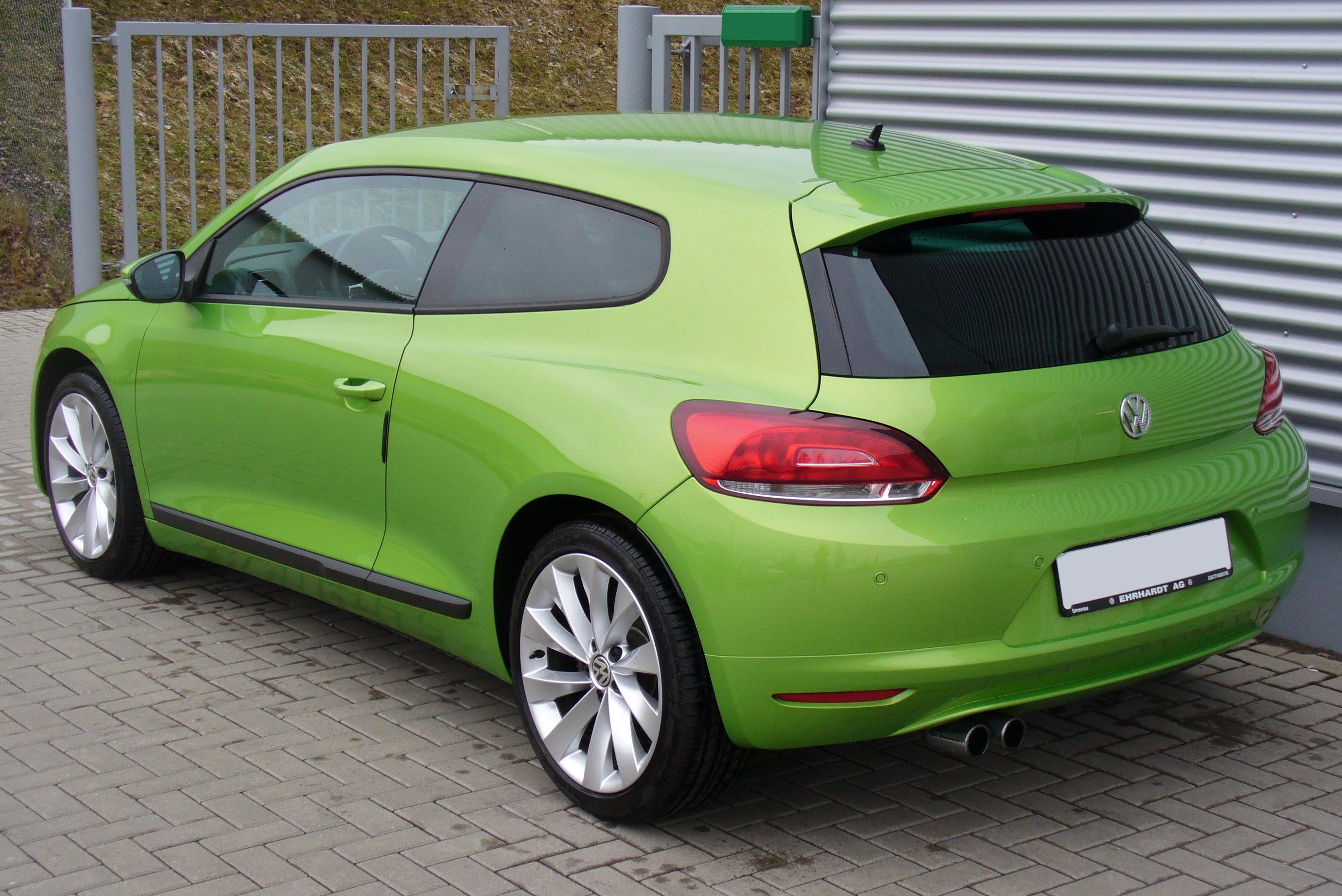
Volkswagen Scirocco III (2008–2017)
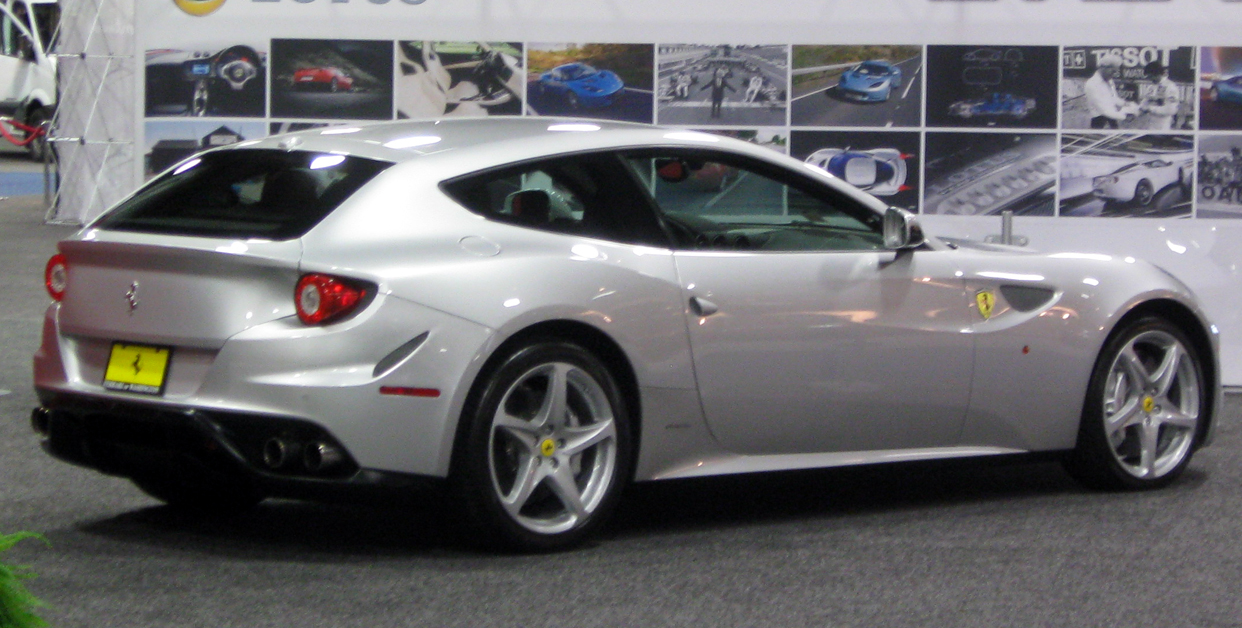
Ferrari FF (2011–2016)
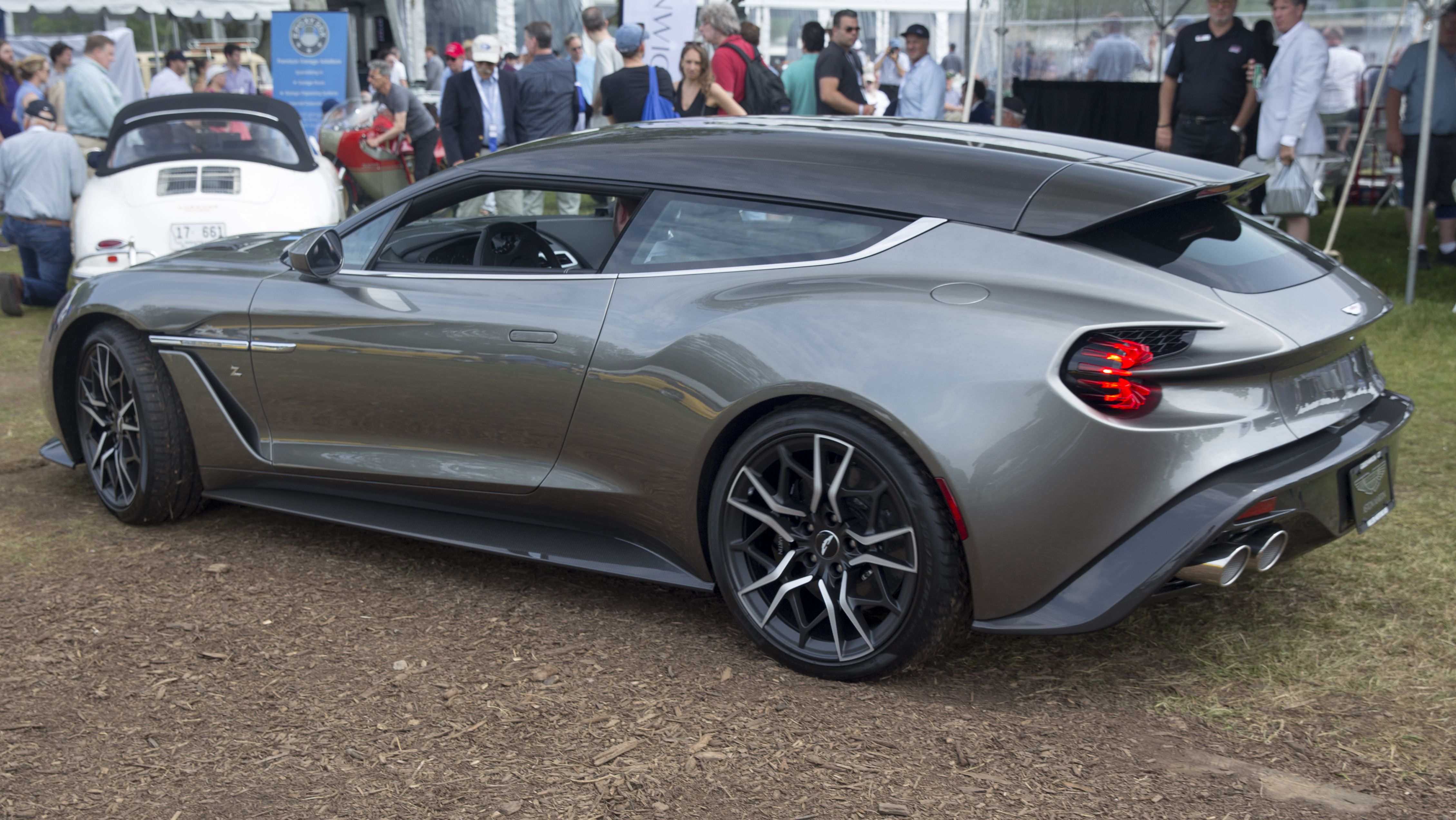
Aston Martin Vanquish Zagato Shooting Brake (2016–2018)
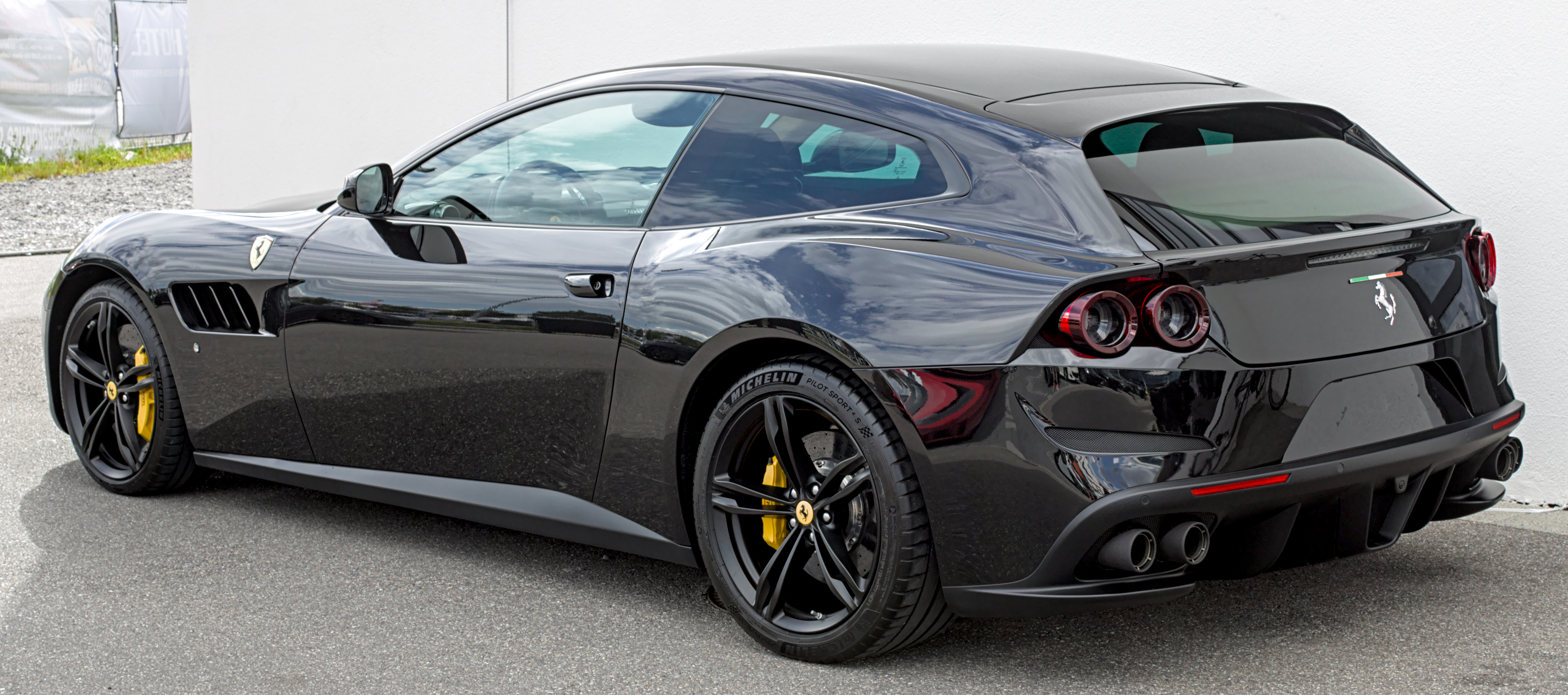
Ferrari GTC4Lusso (2016–2020)

## Belege
1. ↑  Body Break. Carriage Association of America, archiviert vom Original (nicht mehr online verfügbar) am 27. Oktober 2007; abgerufen am 14. März 2010.
2. ↑  Prinz Philip steigt aus seinem Reliant Scimitar Prototyp
3. ↑  Der Jaguar-E-„Leichenwagen“ aus dem Film Harold und Maude
4. ↑  Kyle Hyatt: Lamborghini boss Domenicali teases the idea of a new Espada. Abgerufen am 14. April 2023 (englisch).